# Nódulo (voz)
Los nódulos en las cuerdas vocales son hiperqueratosis del tejido de las cuerdas vocales. Los nódulos distorsionan o impiden el movimiento natural de los pliegues vocales al hablar o cantar en voz baja. Afecta especialmente al movimiento de la capa mucosa del pliegue vocal que produce la voz de cabeza.

## Etiología
Los nódulos se forman debido al uso inapropiado o excesivo de la voz (canto con exagerada presión subglótica, en un entorno ruidoso, en recién nacidos al llorar durante horas, entre otros casos). Al generarse nódulos vocales, el timbre vocal se oscurece, y el cantante pierde la capacidad de cantar en piano. Además el vibrato frecuentemente cambia de la onda compleja a la onda de glotis.

## Cuadro clínico
Signos clínicos frecuentes del nódulo vocal son la ronquera y la disfonía, que impiden producir sonidos vocales normales.

## Tratamiento
El tratamiento de nódulos vocales consiste en la economía de la voz, cambio de la técnica vocal y, a veces, requiere una intervención quirúrgica en las cuerdas vocales.